# ビッグスー川

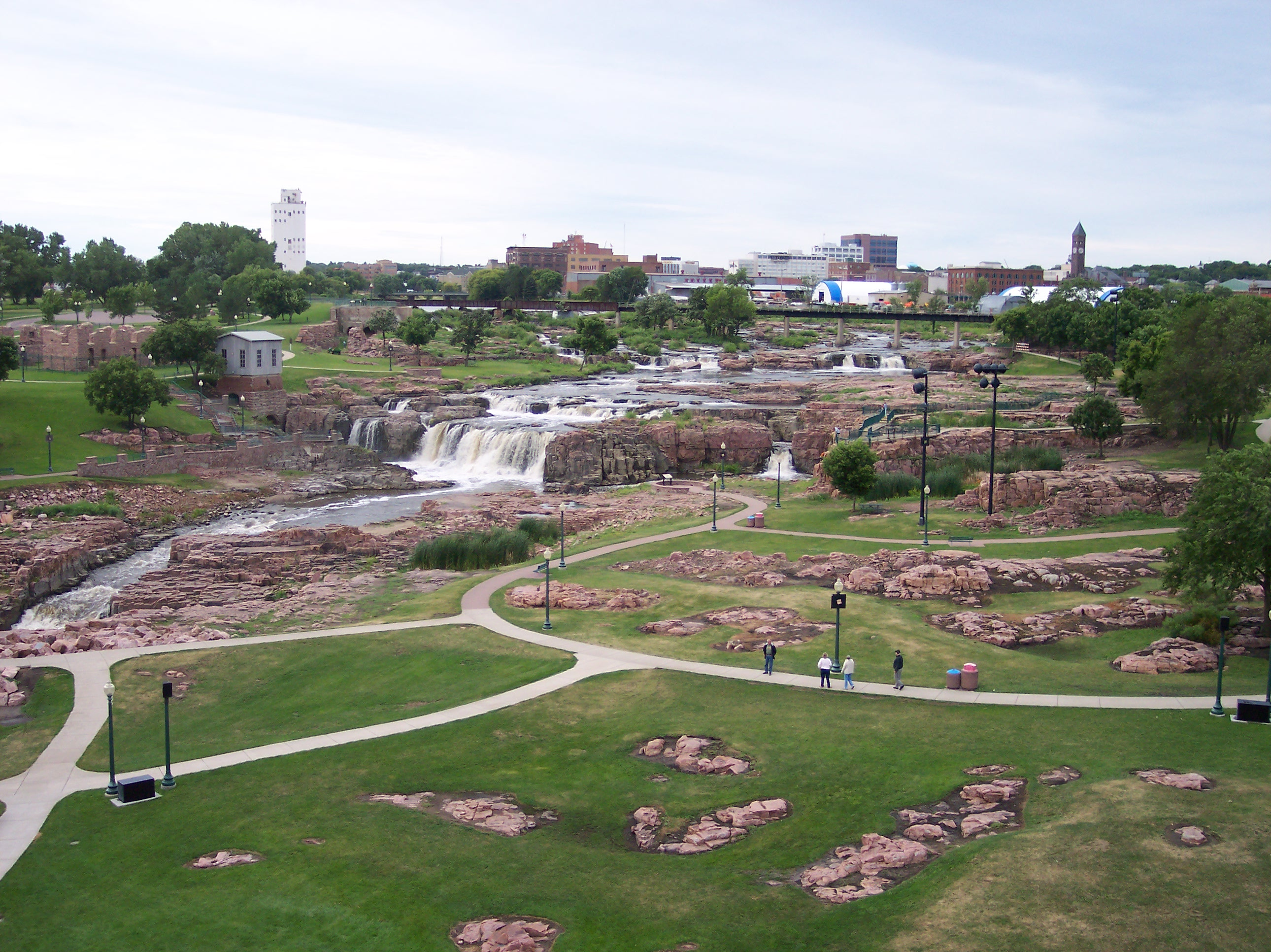
サウスダコタ州スーフォールズ付近

ビッグスー川（ビッグスーがわ、Big Sioux River）は、アメリカ合衆国のサウスダコタ州、アイオワ州を流れる川で、ミズーリ川の支流である。
サウスダコタ州北東部プレーリー丘陵のウォータータウン近くのペリカン湖に源を発し南へ向かいスーフォールズ市街地を流れる。スーフォールズの南からはサウスダコタ州とアイオワ州の境界となり、スーシティの北でミズーリ川に合流する。